# Ljubomir Tadić
Pour les articles homonymes, voir Tadić.
Ljubomir Tadić, parfois surnommé « Ljuba » (en serbe cyrillique : Љубомир Тадић), né le 14 mai 1925 à Smriječno près de Plužine, royaume des Serbes, Croates et Slovènes, aujourd'hui au Monténégro et mort le 30 décembre 2013 à Belgrade, est un juriste, philosophe et homme politique serbe. Il était membre de l'Académie serbe des sciences et des arts. Il était le père de l'ex-président de la république de Serbie, Boris Tadić.

## Biographie
Le père de Ljubomir Tadić, Pavle Tadić, était lieutenant de l'armée du Monténégro, à l'époque des guerres contre les Ottomans. Pavle Tadić créa également la première école de Piva, à l'époque du royaume de Yougoslavie.
Ljubomir Tadić a été professeur de philosophie, notamment de philosophie du droit, à l'université de Belgrade.
En décembre 1989, il fut un des fondateurs du Parti démocratique, l'un des partis les plus importants de Serbie. Le professeur Tadić est également l'un des chefs du mouvement pro-européen en Serbie. Il fait partie du « Clan serbe Piva ».
En 1979, il est devenu membre associé de l'Académie serbe des sciences et des arts (section des sciences sociales) et, en 1994, il en a été élu membre de plein droit. Il y préside la Commission pour l'étude de la vie et des coutumes des Roms.
Ljubomir Tadić était marié à la psychiatre Nevenka Tadić. Il a deux enfants, dont Boris Tadić.